# Lystrup Station
Lystrup Station er en letbanestation og tidligere jernbanestation i byen Lystrup cirka 10 km nord for Aarhus centrum. Stationen ligger på Grenaabanen mellem Aarhus og Grenaa, der siden 2019 er en del af Aarhus Letbane. Den er desuden endestation for letbanens indre strækning fra Skolebakken via Universitetshospitalet.

## Historie
Grenaabanen blev lukket for ombygning til letbane 27. august 2016. Det var forventet, at den ville genåbne som en del af Aarhus Letbane i begyndelsen af 2018, hvor den sidste del af den nybyggede indre strækning mellem Lisbjerg og Lystrup også skulle åbne. På grund af manglende sikkerhedsgodkendelse blev genåbningen hhv. åbningen af den nye strækning imidlertid udskudt på ubestemt tid. Godkendelsen forelå 25. april 2019, og genåbningen hhv. åbningen vil fandt sted 30. april 2019.

## Galleri
- Wikimedia Commons har flere filer relateret til Lystrup Station

- Linje L1 mod Grenå.
- Tog på spor 1 - 2.
- Spor 1 - 2
- Aarhus Letbane linje L2, Lystrup Station.
- Ankomst på spor 2.
- Spor 3.
- Tog på spor 2.
- Letbanetog der kommer fra Aarhus.
- Stations Grillen.